# To Be Takei
To Be Takei è un film documentario del 2014 diretto da Jennifer M. Kroot.
Il film, di produzione statunitense, è stato presentato in anteprima mondiale al Sundance Film Festival  il 18 gennaio 2014.
Dopo la sua anteprima, Starz Digital Media ha acquisito i diritti di distribuzione del film. Il film ha avuto un'uscita al cinema nel 2014.

## Trama
Il film racconta il viaggio della vita dell'attore e attivista George Takei (dalla serie Star Trek al suo coming out).

## Accoglienza

### Critica
To Be Takei ha ricevuto recensioni positive dalla critica. Il film detiene attualmente una valutazione positiva del 91% su Rotten Tomatoes e del 66% su Metacritic.
Ronnie Scheib di Variety, nella sua recensione ha detto che l'opera è "Una miscela unica. To Be Takei mette abilmente in mostra la personalità eclettica di George Takei, dall'equipaggio di Star Trek all'attivista per i diritti dei gay." David Rooney nella sua recensione per The Hollywood Reporter ha elogiato il film dicendo che "Nel suo arco più avvincente, il film ripercorre i ricordi d'infanzia di Takei, di origine americana, arrivato con i suoi genitori e la sorella dopo Pearl Harbor, insieme a innumerevoli altri giapponesi-americani Cittadini della West Coast, in un campo di internamento in Arkansas orlato da filo spinato e con torri di sorveglianza." Tuttavia, era critico nei confronti della sua struttura narrativa, affermando che "l'incapacità di Kroot di scolpire una narrativa robusta impedisce al film di librarsi in aria, invece di mescolare i vari fili in un ritratto sfaccettato che inizia con forza ma perde la concentrazione proprio quando ha bisogno di unirsi".
Drew Taylor di Indiewire classifica il film con una B dicendo che "Alla fine del suo snello periodo di 90 minuti, però, vorrai che To Be Takei sia stato più simile al suo soggetto - impossibile da definire e spassosamente esilarante." Jordan Hoffman nella sua recensione per ScreenCrush, ha dato al film sette su dieci e ha detto che To Be Takei non è un documentario biografico rivoluzionario come, per esempio, Crumb di Terry Zwigoff, ma è molto ... gradevole ... per passare il tempo ad ascoltare George Takei che scherza con quella sua voce profonda e tranquillizzante. Nonostante le battute d'arresto e la persecuzione (lui e Brad, suo marito, sentirono il bisogno di non divulgare la lero relazione per diversi anni), questo è un uomo pieno di calore e compassione, che va coraggiosamente dove poche figure pubbliche sono andate avanti".
Scrivendo per RogerEbert.com, Odie Henderson lo ha premiato con tre stelle su quattro, dicendo: "Documentario convenzionale o no, ho ottenuto qualcosa di valore positivo da" To Be Takei". IGN lo ha premiato con 8 su 10, dicendo "La leggenda George Takei è il soggetto di un nuovo documentario che mette in evidenza la sua carriera e il suo attivismo". Anche Slant Magazine gli ha assegnato una recensione positiva, affermando che" To Be Takei funziona in modo più produttivo quando consente a Takei di parlare da solo sullo schermo".

## Riconoscimenti
Il film ha vinto il premio del pubblico alla Spring Showcase del San Diego Asian Film Festival 2014.